# Alpiner Nor-Am Cup 2007/08
Die Saison 2007/08 des Nor-Am Cup im alpinen Skisport begann am 26. November 2007 in Keystone (Colorado) und endete am 16. März 2008 in Whiteface (New York).
Die Tabellen zeigen die fünf Bestplatzierten in der Gesamtwertung und in den Disziplinwertungen Abfahrt, Super-G, Riesenslalom, Riesenslalom, Slalom und Kombination sowie die drei besten Fahrer jedes Rennens.

## Herren

### Gesamtwertung
| Rang | Name               | Land               | Punkte |
| ---- | ------------------ | ------------------ | ------ |
| 1    | Julien Cousineau   | Kanada             | 640    |
| 2    | Louis-Pierre Hélie | Kanada             | 443    |
| 3    | Kevin Francis      | Vereinigte Staaten | 440    |
| 4    | Tim Jitloff        | Vereinigte Staaten | 417    |
| 5    | Cody Marshall      | Vereinigte Staaten | 407    |

### Abfahrt
| Rang | Name                   | Land               | Punkte |
| ---- | ---------------------- | ------------------ | ------ |
| 1    | Jeremy Transue         | Vereinigte Staaten | 145    |
| 2    | Patrick Wright         | Kanada             | 130    |
| 3    | Louis-Pierre Hélie     | Kanada             | 120    |
| 4    | Natko Zrnčić-Dim       | Kroatien           | 110    |
| 5    | Manuel Osborne-Paradis | Kanada             | 100    |

### Super-G
| Rang | Name               | Land               | Punkte |
| ---- | ------------------ | ------------------ | ------ |
| 1    | Kevin Francis      | Vereinigte Staaten | 320    |
| 2    | Andrew Weibrecht   | Vereinigte Staaten | 180    |
| 3    | Louis-Pierre Hélie | Kanada             | 152    |
| 4    | Tyler Nella        | Kanada             | 146    |
| 5    | Patrick Wright     | Kanada             | 130    |

### Riesenslalom
| Rang | Name             | Land               | Punkte |
| ---- | ---------------- | ------------------ | ------ |
| 1    | Julien Cousineau | Kanada             | 280    |
| 2    | Jake Zamansky    | Vereinigte Staaten | 252    |
| 3    | Warner Nickerson | Vereinigte Staaten | 219    |
| 4    | Tim Jitloff      | Vereinigte Staaten | 217    |
| 5    | Scott Barrett    | Kanada             | 196    |

### Slalom
| Rang | Name             | Land               | Punkte |
| ---- | ---------------- | ------------------ | ------ |
| 1    | Cody Marshall    | Vereinigte Staaten | 332    |
| 2    | Julien Cousineau | Kanada             | 286    |
| 3    | Patrick Biggs    | Kanada             | 277    |
| 4    | Trevor White     | Kanada             | 250    |
| 5    | Tim Jitloff      | Vereinigte Staaten | 174    |

### Kombination
| Rang | Name              | Land               | Punkte |
| ---- | ----------------- | ------------------ | ------ |
| 1    | Maximilian Hammer | Vereinigte Staaten | 104    |
| 2    | Tim Kelley        | Vereinigte Staaten | 100    |
| 3    | Brady Leman       | Kanada             | 82     |
| 4    | Andrew Weibrecht  | Vereinigte Staaten | 80     |
|      | Adam Cole         | Vereinigte Staaten | 80     |

### Podestplätze
Disziplinen:
- DH = Abfahrt
- SG = Super-G
- GS = Riesenslalom
- SL = Slalom
- SC = Superkombination

| Datum      | Ort            | Dis. | 1. Platz                     | 2. Platz                 | 3. Platz                   |
| ---------- | -------------- | ---- | ---------------------------- | ------------------------ | -------------------------- |
| 26.11.2007 | Keystone       | GS   | Kalle Palander (FIN)         | Julien Cousineau (CAN)   | Kjetil Jansrud (NOR)       |
| 27.11.2007 | Keystone       | GS   | Erik Schlopy (USA)           | Cyprien Richard (FRA)    | Thomas Frey (FRA)          |
| 28.11.2007 | Winter Park    | SL   | Thomas Fanara (FRA)          | Paul McDonald (USA)      | Cody Marshall (USA)        |
| 29.11.2007 | Winter Park    | SL   | Patrick Biggs (CAN)          | Jimmy Cochran (USA)      | Naoki Yuasa (JPN)          |
| 6.12.2007  | Lake Louise    | DH   | Manuel Osborne-Paradis (CAN) | Louis-Pierre Hélie (CAN) | Natko Zrnčić-Dim (CRO)     |
| 7.12.2007  | Lake Louise    | DH   | Jeremy Transue (USA)         | Patrick Wright (CAN)     | Christopher Beckmann (USA) |
| 10.11.2007 | Panorama       | SC   | Maximilian Hammer (USA)      | Adam Cole (USA)          | Andrew Phillips (USA)      |
| 11.11.2007 | Panorama       | SG   | Jeremy Transue (USA)         | Jeffrey Frisch (CAN)     | Kevin Francis (USA)        |
| 3.1.2008   | Sunday River   | GS   | Warner Nickerson (USA)       | Jake Zamansky (USA)      | Julien Cousineau (CAN)     |
| 4.1.2008   | Sunday River   | GS   | Scott Barrett (CAN)          | Tim Jitloff (USA)        | Robbie Dixon (CAN)         |
| 5.1.2008   | Sunday River   | SL   | Cody Marshall (USA)          | Trevor White (CAN)       | Julien Cousineau (CAN)     |
| 6.1.2008   | Sunday River   | SL   | Adam Cole (USA)              | Tague Thorson (USA)      | Trevor White (CAN)         |
| 8.3.2008   | Georgian Peaks | SL   | Julien Cousineau (CAN)       | Tim Jitloff (USA)        | Trevor White (CAN)         |
| 9.3.2008   | Georgian Peaks | SL   | Patrick Biggs (CAN)          | Scott Barrett (CAN)      | Julien Cousineau (CAN)     |
| 11.3.2008  | Whiteface      | SG   | Kevin Francis (USA)          | Andrew Weibrecht (USA)   | TJ Lanning (USA)           |
| 12.3.2008  | Whiteface      | SG   | Andrew Weibrecht (USA)       | Patrick Wright (CAN)     | Kevin Francis (USA)        |
| 12.3.2008  | Whiteface      | SC   | Tim Kelley (USA)             | Andrew Weibrecht (USA)   | Will Brandenburg (USA)     |
| 14.3.2008  | Whiteface      | GS   | Julien Cousineau (CAN)       | Tim Jitloff (USA)        | Jake Zamansky (USA)        |
| 16.3.2008  | Whiteface      | GS   | Tommy Ford (USA)             | Jean-Philippe Roy (CAN)  | Jake Zamansky (USA)        |

## Damen

### Gesamtwertung
| Rang | Name             | Land               | Punkte |
| ---- | ---------------- | ------------------ | ------ |
| 1    | Larisa Yurkiw    | Kanada             | 723    |
| 2    | Chelsea Marshall | Vereinigte Staaten | 633    |
| 3    | Émilie Desforges | Kanada             | 619    |
| 4    | Leanne Smith     | Vereinigte Staaten | 532    |
| 5    | Megan McJames    | Vereinigte Staaten | 526    |

### Abfahrt
| Rang | Name             | Land               | Punkte |
| ---- | ---------------- | ------------------ | ------ |
| 1    | Chelsea Marshall | Vereinigte Staaten | 160    |
|      | Larisa Yurkiw    | Kanada             | 160    |
| 3    | Keely Kelleher   | Vereinigte Staaten | 150    |
| 4    | Laurenne Ross    | Vereinigte Staaten | 105    |
| 5    | Klára Křížová    | Tschechien         | 95     |

### Super-G
| Rang | Name             | Land               | Punkte |
| ---- | ---------------- | ------------------ | ------ |
| 1    | Chelsea Marshall | Vereinigte Staaten | 262    |
| 2    | Larisa Yurkiw    | Kanada             | 220    |
| 3    | Émilie Desforges | Kanada             | 210    |
| 4    | Leanne Smith     | Vereinigte Staaten | 186    |
| 5    | Megan McJames    | Vereinigte Staaten | 180    |

### Riesenslalom
| Rang | Name                   | Land               | Punkte |
| ---- | ---------------------- | ------------------ | ------ |
| 1    | Megan McJames          | Vereinigte Staaten | 270    |
| 2    | Leanne Smith           | Vereinigte Staaten | 260    |
| 3    | Marie-Pier Préfontaine | Kanada             | 226    |
| 4    | Émilie Desforges       | Kanada             | 220    |
| 5    | Larisa Yurkiw          | Kanada             | 156    |

### Slalom
| Rang | Name           | Land               | Punkte |
| ---- | -------------- | ------------------ | ------ |
| 1    | Anna Goodman   | Kanada             | 301    |
| 2    | Hailey Duke    | Vereinigte Staaten | 245    |
| 3    | Megan Riley    | Kanada             | 235    |
| 4    | Kiley Staples  | Vereinigte Staaten | 186    |
| 5    | Susanne Riesch | Deutschland        | 160    |

### Kombination
| Rang | Name               | Land               | Punkte |
| ---- | ------------------ | ------------------ | ------ |
| 1    | Chelsea Marshall   | Vereinigte Staaten | 116    |
| 2    | Erin Mielzynski    | Kanada             | 112    |
| 3    | Émilie Desforges   | Kanada             | 104    |
| 4    | Larisa Yurkiw      | Kanada             | 100    |
| 5    | Georgia Simmerling | Kanada             | 65     |

### Podestplätze
Disziplinen:
- DH = Abfahrt
- SG = Super-G
- GS = Riesenslalom
- SL = Slalom
- SC = Superkombination

| Datum      | Ort              | Dis. | 1. Platz                     | 2. Platz                | 3. Platz                     |
| ---------- | ---------------- | ---- | ---------------------------- | ----------------------- | ---------------------------- |
| 28.11.2007 | Keystone         | GS   | Kathrin Zettel (AUT)         | Tessa Worley (FRA)      | Maria Pietilä-Holmner (SWE)  |
| 29.11.2007 | Keystone         | GS   | Marion Bertrand (FRA)        | Megan McJames (USA)     | Maria Pietilä-Holmner (SWE)  |
| 30.11.2007 | Winter Park      | SL   | Kathrin Zettel (AUT)         | Therese Borssén (SWE)   | Susanne Riesch (GER)         |
| 1.12.2007  | Winter Park      | SL   | Susanne Riesch (GER)         | Veronika Zuzulová (SVK) | Michaela Kirchgasser (AUT)   |
| 6.12.2007  | Lake Louise      | DH   | Keely Kelleher (USA)         | Larisa Yurkiw (CAN)     | Chelsea Marshall (USA)       |
| 7.12.2007  | Lake Louise      | DH   | Chelsea Marshall (USA)       | Larisa Yurkiw (CAN)     | Laurenne Ross (USA)          |
| 11.11.2007 | Panorama         | SG   | Leanne Smith (USA)           | Larisa Yurkiw (CAN)     | Émilie Desforges (CAN)       |
| 12.11.2007 | Panorama         | SC   | Larisa Yurkiw (CAN)          | Chelsea Marshall (USA)  | Stephanie Irwin (CAN)        |
| 3.1.2008   | Mont Sainte-Anne | GS   | Marie-Pier Préfontaine (CAN) | Leanne Smith (USA)      | Jenny Lathrop (USA)          |
| 4.1.2008   | Mont Sainte-Anne | GS   | Larisa Yurkiw (CAN)          | Keely Kelleher (USA)    | Marie-Pier Préfontaine (CAN) |
| 5.1.2008   | Mont Sainte-Anne | GS   | Kiley Staples (USA)          | Megan Ryley (CAN)       | Larisa Yurkiw (CAN)          |
| 6.1.2008   | Mont Sainte-Anne | SL   | Anna Goodman (CAN)           | Megan Ryley (CAN)       | Brittany Phelan (CAN)        |
| 8.3.2008   | Craigleith       | SL   | Hailey Duke (USA)            | Shona Rubens (USA)      | Anna Goodman (CAN)           |
| 9.3.2008   | Craigleith       | SL   | Hailey Duke (USA)            | Anna Goodman (CAN)      | Erin Mielzynski (CAN)        |
| 11.3.2008  | Whiteface        | SG   | Émilie Desforges (CAN)       | Megan McJames (USA)     | Chelsea Marshall (USA)       |
| 11.3.2008  | Whiteface        | SC   | Émilie Desforges (CAN)       | Erin Mielzynski (CAN)   | Kiley Staples (USA)          |
| 12.3.2008  | Whiteface        | SG   | Megan McJames (USA)          | Chelsea Marshall (USA)  | Kelly McBroom (CAN)          |
| 14.3.2008  | Whiteface        | GS   | Shona Rubens (CAN)           | Leanne Smith (USA)      | Caitlin Ciccone (USA)        |
| 16.3.2008  | Whiteface        | GS   | Megan McJames (USA)          | Émilie Desforges (CAN)  | Leanne Smith (USA)           |